# Perși

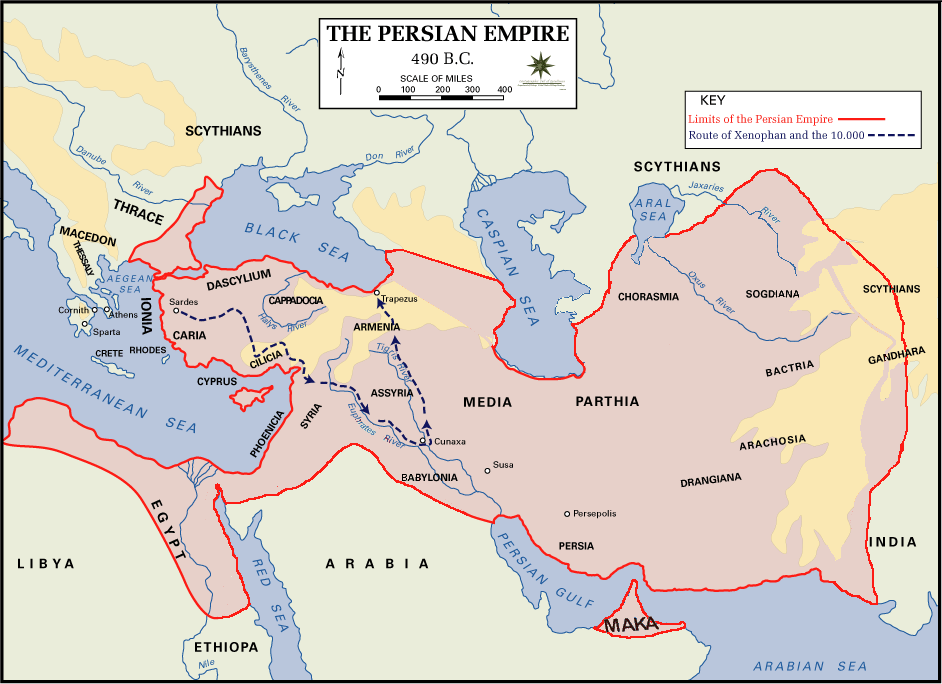
Imperiul Persan în anul 490 î.Hr.

Perșii sunt un popor iranian, care își are originea în triburile indo-europene de păstori, pătrunse la sfârșitul mileniului II î.Hr. în Podișul Iranian și apoi stabilite în Persia, regiune situată la nord-est de Golful Persic.